# Associazione Sportiva Taranto 1978-1979
Questa voce raccoglie le informazioni riguardanti l'Associazione Sportiva Taranto nelle competizioni ufficiali della stagione 1978-1979.

## Rosa
| N. |                   | Ruolo | Calciatore               |
| -- | ----------------- | ----- | ------------------------ |
|    | Italia (bandiera) | C     | Bruno Beatrice           |
|    | Italia (bandiera) | A     | Gian Domenico Biscotto   |
|    | Italia (bandiera) | D     | Fulvio Bussalino         |
|    | Italia (bandiera) | C     | Federico Caputi          |
|    | Italia (bandiera) | A     | Roberto Cesati           |
|    | Italia (bandiera) | D     | Rodolfo Cimenti          |
|    | Italia (bandiera) | A     | Franco Delli Santi       |
|    | Italia (bandiera) | D     | Stefano Dradi            |
|    | Italia (bandiera) | P     | Gianfranco Degli Schiavi |
|    | Italia (bandiera) | C     | Giorgio Fanti            |

| N. |                   | Ruolo | Calciatore           |
| -- | ----------------- | ----- | -------------------- |
|    | Italia (bandiera) | A     | Giordano Galli       |
|    | Italia (bandiera) | D     | Sergio Giovannone    |
|    | Italia (bandiera) | D     | Salvatore Intagliata |
|    | Italia (bandiera) | A     | Paolo Mariani        |
|    | Italia (bandiera) | D     | Giorgio Nardello     |
|    | Italia (bandiera) | C     | Franco Panizza       |
|    | Italia (bandiera) | P     | Zelico Petrovic      |
|    | Italia (bandiera) | A     | Graziano Gori        |
|    | Italia (bandiera) | C     | Franco Selvaggi      |

## Risultati

### Serie B

#### Girone di andata
| 24 settembre 1978 1ª giornata | Udinese | 3 – 1 | Taranto |  |

| 1º ottobre 1978 2ª giornata | Taranto | 1 – 1 | Ternana |  |

| 8 ottobre 1978 3ª giornata | Monza | 2 – 0 | Taranto |  |

| 15 ottobre 1978 4ª giornata | Taranto | 0 – 1 | Pescara |  |

| 22 ottobre 1978 5ª giornata | Taranto | 0 – 0 | Pistoiese |  |

| 29 ottobre 1978 6ª giornata | Varese | 1 – 1 | Taranto |  |

| 5 novembre 1978 7ª giornata | Taranto | 1 – 1 | Genoa |  |

| 12 novembre 1978 8ª giornata | Lecce | 0 – 0 | Taranto |  |

| 19 novembre 1978 9ª giornata | Foggia | 1 – 1 | Taranto |  |

| 26 novembre 1978 10ª giornata | Taranto | 1 – 0 | Bari |  |

| 3 dicembre 1978 11ª giornata | Cagliari | 2 – 0 | Taranto |  |

| 10 dicembre 1978 12ª giornata | Taranto | 1 – 0 | Nocerina |  |

| 17 dicembre 1978 13ª giornata | Cesena | 1 – 1 | Taranto |  |

| 7 gennaio 1979 14ª giornata | Rimini | 2 – 1 | Taranto |  |

| 14 gennaio 1979 15ª giornata | Taranto | 0 – 0 | Brescia |  |

| 21 gennaio 1979 16ª giornata | Sambenedettese | 1 – 0 | Taranto |  |

| 28 gennaio 1979 17ª giornata | Taranto | 0 – 0 | Sampdoria |  |

| 4 febbraio 1979 18ª giornata | SPAL | 0 – 2 | Taranto |  |

| 11 febbraio 1979 19ª giornata | Taranto | 0 – 0 | Palermo |  |

#### Girone di ritorno
| 18 febbraio 1979 20ª giornata | Taranto | 0 – 1 | Udinese |  |

| 25 febbraio 1979 21ª giornata | Ternana | 1 – 1 | Taranto |  |

| 4 marzo 1979 22ª giornata | Taranto | 0 – 0 | Monza |  |

| 11 marzo 1979 23ª giornata | Pescara | 2 – 0 | Taranto |  |

| 18 marzo 1979 24ª giornata | Pistoiese | 1 – 0 | Taranto |  |

| 25 marzo 1979 25ª giornata | Taranto | 3 – 2 | Varese |  |

| 1º aprile 1979 26ª giornata | Genoa | 2 – 1 | Taranto |  |

| 8 aprile 1979 27ª giornata | Taranto | 1 – 1 | Lecce |  |

| 14 aprile 1979 28ª giornata | Taranto | 0 – 0 | Foggia |  |

| 22 aprile 1979 29ª giornata | Bari | 3 – 3 | Taranto |  |

| 29 aprile 1979 30ª giornata | Taranto | 0 – 0 | Cagliari |  |

| 6 maggio 1979 31ª giornata | Nocerina | 0 – 0 | Taranto |  |

| 13 maggio 1979 32ª giornata | Taranto | 1 – 0 | Cesena |  |

| 20 maggio 1979 33ª giornata | Taranto | 0 – 0 | Rimini |  |

| 27 maggio 1979 34ª giornata | Brescia | 0 – 0 | Taranto |  |

| 3 giugno 1979 35ª giornata | Taranto | 2 – 0 | Sambenedettese |  |

| 10 giugno 1979 36ª giornata | Sampdoria | 0 – 0 | Taranto |  |

| 17 giugno 1979 37ª giornata | Taranto | 1 – 0 | SPAL |  |

| 24 giugno 1979 38ª giornata | Palermo | 1 – 1 | Taranto |  |

## Statistiche

### Statistiche di squadra
| Competizione | Punti | In casa | In casa | In casa | In casa | In casa | In casa | In trasferta | In trasferta | In trasferta | In trasferta | In trasferta | In trasferta | Totale | Totale | Totale | Totale | Totale | Totale | DR |
| Competizione | Punti | G       | V       | N       | P       | Gf      | Gs      | G            | V            | N            | P            | Gf           | Gs           | G      | V      | N      | P      | Gf     | Gs     | DR |
| ------------ | ----- | ------- | ------- | ------- | ------- | ------- | ------- | ------------ | ------------ | ------------ | ------------ | ------------ | ------------ | ------ | ------ | ------ | ------ | ------ | ------ | -- |
| Serie B      | 35    | 19      | 6       | 11      | 2       | 12      | 7       | 19           | 1            | 10           | 8            | 13           | 23           | 38     | 7      | 21     | 10     | 25     | 30     | -5 |
| Coppa Italia | 2     | 2       | 0       | 1       | 1       | 1       | 3       | 2            | 0            | 1            | 1            | 0            | 2            | 4      | 0      | 2      | 2      | 1      | 5      | -4 |
| Totale       |       | 21      | 6       | 12      | 3       | 13      | 10      | 21           | 1            | 11           | 9            | 13           | 25           | 42     | 7      | 23     | 12     | 26     | 35     | -9 |

### Statistiche dei giocatori
| Giocatore      | Serie B  | Serie B | Serie B     | Serie B    | Coppa Italia | Coppa Italia | Coppa Italia | Coppa Italia | Totale   | Totale | Totale      | Totale     |
| Giocatore      | Presenze | Reti    | Ammonizioni | Espulsioni | Presenze     | Reti         | Ammonizioni  | Espulsioni   | Presenze | Reti   | Ammonizioni | Espulsioni |
| -------------- | -------- | ------- | ----------- | ---------- | ------------ | ------------ | ------------ | ------------ | -------- | ------ | ----------- | ---------- |
| B. Beatrice    | 24       | 1       | ?           | ?          | ?            | ?            | ?            | ?            | 24+      | 1+     | ?           | ?          |
| G. Biscotto    | 3        | 0       | ?           | ?          | ?            | ?            | ?            | ?            | 3+       | 0+     | ?           | ?          |
| F. Bussalino   | 15       | 1       | ?           | ?          | ?            | ?            | ?            | ?            | 15+      | 1+     | ?           | ?          |
| F. Caputi      | 36       | 1       | ?           | ?          | ?            | ?            | ?            | ?            | 36+      | 1+     | ?           | ?          |
| R. Cesati      | 14       | 0       | ?           | ?          | ?            | ?            | ?            | ?            | 14+      | 0+     | ?           | ?          |
| R. Cimenti     | 26       | 1       | ?           | ?          | ?            | ?            | ?            | ?            | 26+      | 1+     | ?           | ?          |
| F. Delli Santi | 2        | 0       | ?           | ?          | ?            | ?            | ?            | ?            | 2+       | 0+     | ?           | ?          |
| S. Dradi       | 38       | 0       | ?           | ?          | ?            | ?            | ?            | ?            | 38+      | 0+     | ?           | ?          |
| G. Fanti       | 18       | 0       | ?           | ?          | ?            | ?            | ?            | ?            | 18+      | 0+     | ?           | ?          |
| G. Galli       | 32       | 5       | ?           | ?          | ?            | ?            | ?            | ?            | 32+      | 5+     | ?           | ?          |
| S. Giovannone  | 33       | 0       | ?           | ?          | ?            | ?            | ?            | ?            | 33+      | 0+     | ?           | ?          |
| G. Gori        | 32       | 2       | ?           | ?          | ?            | ?            | ?            | ?            | 32+      | 2+     | ?           | ?          |
| S. Intagliata  | 6        | 0       | ?           | ?          | ?            | ?            | ?            | ?            | 6+       | 0+     | ?           | ?          |
| P. Mariani     | 24       | 3       | ?           | ?          | ?            | ?            | ?            | ?            | 24+      | 3+     | ?           | ?          |
| G. Nardello    | 37       | 3       | ?           | ?          | ?            | ?            | ?            | ?            | 37+      | 3+     | ?           | ?          |
| F. Panizza     | 36       | 3       | ?           | ?          | ?            | ?            | ?            | ?            | 36+      | 3+     | ?           | ?          |
| Z. Petrovic    | 38       | -30     | ?           | ?          | ?            | ?            | ?            | ?            | 38+      | -30+   | ?           | ?          |
| F. Selvaggi    | 35       | 4       | ?           | ?          | ?            | ?            | ?            | ?            | 35+      | 4+     | ?           | ?          |